# Кузнецкий Алатау (заповедник)
Государственный природный заповедник «Кузнецкий Алатау» — единственный заповедник в Кемеровской области. Создан 27 декабря 1989 года. Его общая площадь 401 812 га. Вокруг заповедника установлена охранная зона общей площадью 223 460 га. Входит в состав ассоциации заповедников и национальных парков Алтай-Саянского экорегиона.

## Географическое положение
Заповедник расположен на юге Центральной Сибири в центральной части западного склона-хребта Кузнецкий Алатау на территории Тисульского, Новокузнецкого и Междуреченского районов Кемеровской области.
Он занимает около 5 % площади Кемеровской области и находится на западном склоне хребта Кузнецкий Алатау в пределах трех административных районов: Тисульского (95 110 га), Новокузнецкого (233 682 га) и Междуреченского (73 020 га).
Горная система Кузнецкого Алатау занимает около одной трети территории Кемеровской области. Не представляя собой единого хребта, она сочетает в себе горные массивы средней высоты, разобщенные глубокими речными долинами. Наибольшее расчленение Кузнецкого Алатау наблюдается в его южной части, в районе хребтов, расположенных в верховьях рек Усы, Черного и Белого Июса, Верхней и Средней Терсей.
На западе заповедник ограничен Кузнецкой котловиной, а на востоке административной границей с республикой Хакасия. На юге граничит с бассейном реки Уса, на севере четкой границы не имеет. Поднебесные Зубья, вопреки распространенному мнению, в состав заповедника не входят.

## История создания
- 1989, 27 декабря — заповедник учреждён постановлением Правительства РСФСР № 385.
- 1993, 28 сентября — решением Малого Совета Кемеровского областного Совета народных депутатов № 213 утверждены границы заповедника, утверждена охранная зона с ограниченным режимом природопользования на прилегающих к территории заповедника участках земли и водного пространства.
- 1995, 22 августа — решением Совета Министров Республики Хакасия № 200 утверждена охранная зона заповедника по Республике Хакасия площадью 8000 га.
- 1996, 4 октября — приказом Министерства природных ресурсов и экологии Российской Федерации № 348-к директором заповедника назначен А. А. Васильченко.

## Цели создания

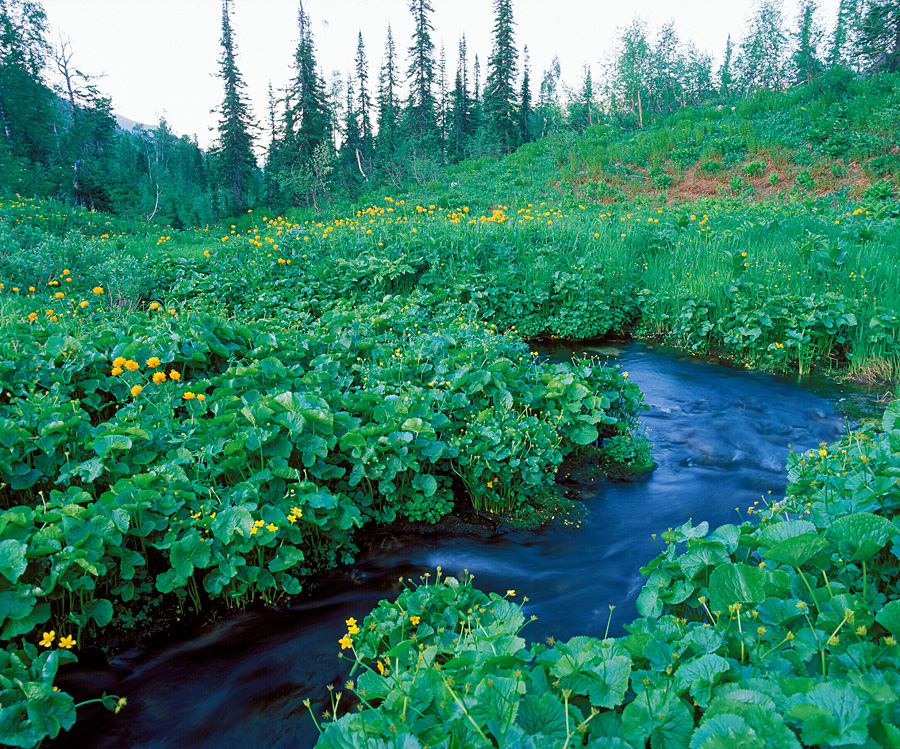
Альпийский ручей в заповеднике

Заповедник «Кузнецкий Алатау» был создан с целью сохранения в естественном состоянии уникальных природных комплексов гор Кузнецкого Алатау в условиях геологических разработок и интенсивного лесопромысла. Особое значение придаётся охране высокогорного комплекса с наличием ледников, многочисленных карстовых озёр и болот, как мощному источнику чистой пресной воды. Заповедник «Кузнецкий Алатау» продолжил формирование географической сети заповедников АСЭР. Главные задачи заповедника — это ведение мониторинга на заповедной и сопредельной территориях с целью определения реакции природных систем на воздействия, оказываемые промышленным комплексом Кузбасса, выработка программ и методов рационального природопользования, охрана редких и исчезающих животных, и растений. На территории охранной зоны заповедника находится Кия-Шалтырский рудник и посёлок Белогорск, что определяет особый режим этой территории.
В границах заповедника выделена одноимённая ключевая орнитологическая территория международного значения как важное место гнездования таёжных и евразийских высокогорных видов, включая такие редкие виды, как большой подорлик, балобан, коростель, горный дупель, чёрный аист, сапсан.

## Климат

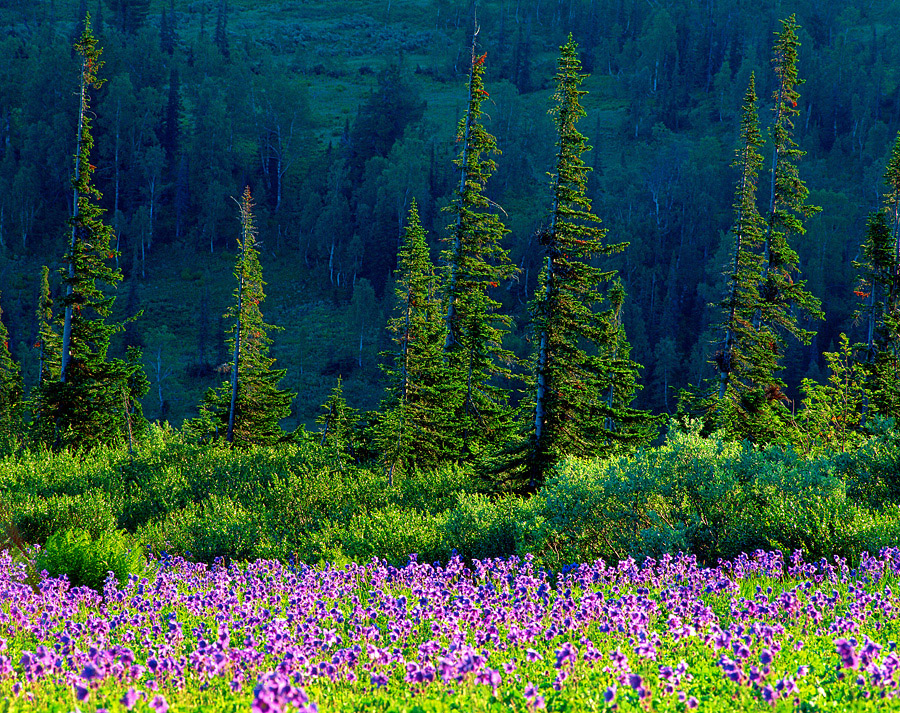
Цветение водосбора сибирского

Климатические условия района до недавнего времени изучались крайне неравномерно. Наибольшие средние месячные скорости ветра наблюдаются в холодный период года и особенно в переходные сезоны. Весной и осенью заметно возрастает повторяемость ветров со скоростью более 10-15 м/с. Наиболее велики скорости на вершинах гор. Здесь весьма часты ветры со скоростью более 25-30 м/с, а их максимальные скорости предположительно могут достигать 60-70 м/с. В летнее время нередки ураганные ветры со скоростью, превышающей 30-34 м/с. Самый тёплый месяц в большинстве случаев — июль. Температуры воздуха в июне и августе почти одинаковы.

## Подчинённые территории и охранная зона

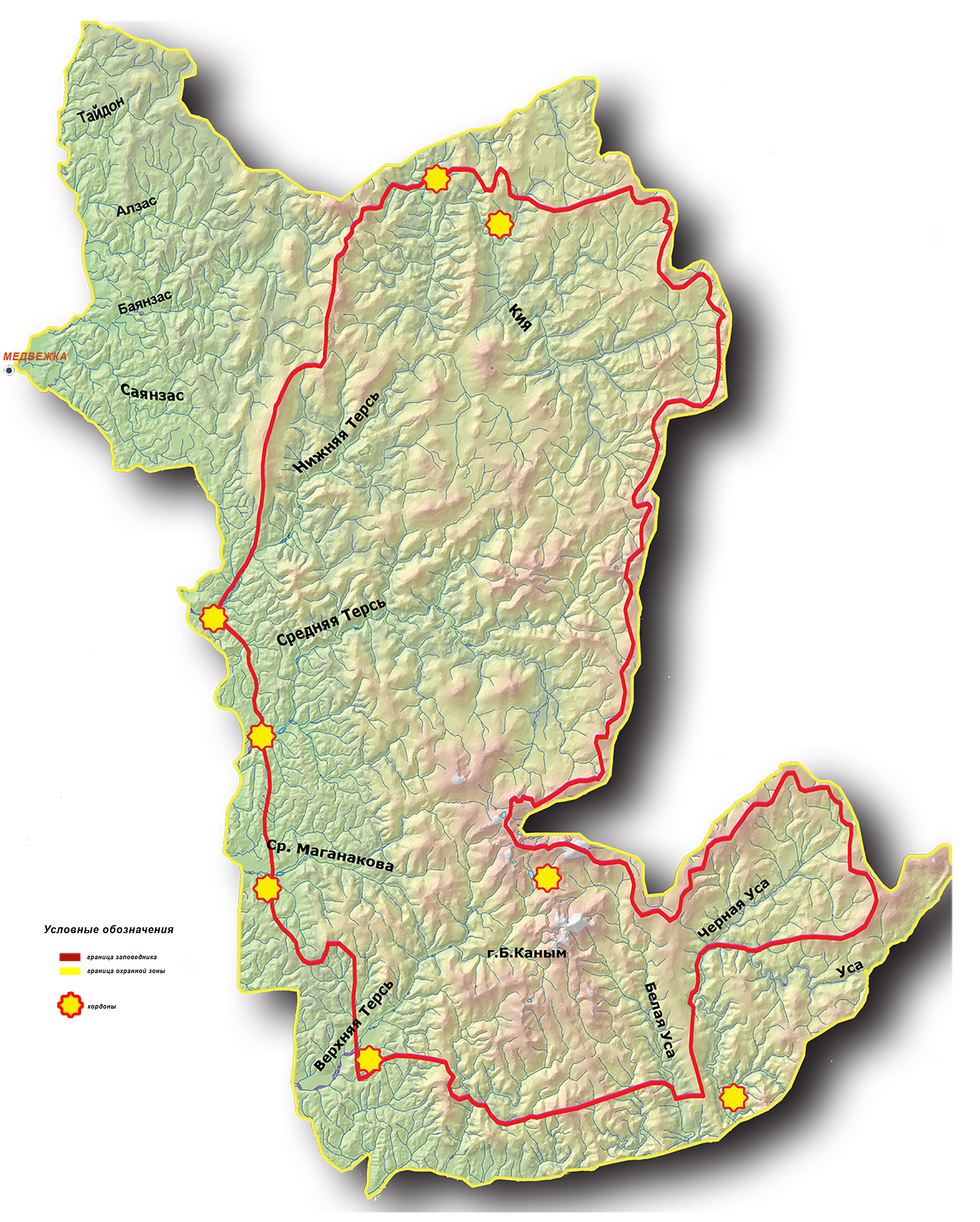
Карта заповедника «Кузнецкий Алатау» и его охранной зоны.

Охранная зона образована Решением Малого Совета Кемеровского областного совета народных депутатов № 213 от 28.09.1993 г. Общая площадь составляет 245 931 га, из них:
- в Тисульском районе − 23 250 га,
- в Новокузнецком — 42 041 га,
- в Крапивинском — 96 732 га,
- в Междуреченском — 52 275 га,
- в Республике Хакасия — 9162 га.

Ширина охранной зоны в Кемеровской области колеблется от 4-20 км, а в Республике Хакасия составляет 500 метров.

## Флора и фауна
На территории заповедника встречаются 618 видов высших сосудистых растений, что составляет 25 % от биоразнообразия Алтае-Саянского региона. Прогнозируется 943 вида. Большая часть заповедника Кузнецкого Алатау покрыта горными таёжными лесами из пихты, ели и кедровой сосны сибирской, сменяющиеся на восточных склонах сосновыми и лиственничными лесами. В растительном покрове представлены высотные пояса от степного и лесостепного до черневой тайги, альпийских лугов и высокогорной тундры. Много редких растений: родиола розовая (золотой корень), левзея сафлоровидная (маралий корень), венерин башмачок и эндемичных видов. На территории заповедника зарегистрирован 281 вид птиц.
Фауна млекопитающих Кузнецкого Алатау включает в себя 58 видов. В том числе: насекомоядные — 11; рукокрылые — 9; грызуны — 18; зайцеобразные — 2; хищные — 13; копытные — 5 видов. Ядро териофауны Кузнецкого Алатау составляют таёжные формы. Это крошечная, крупнозубая и плоскочерепная бурозубки, сибирский крот, азиатский бурундук, красно-серая полёвка и др. Широко представлены также красная и обыкновенная полёвки, азиатский барсук, выдра, европейский бурый медведь, обыкновенная лисица, обыкновенный бобр и европейский лось. Евразийский волк является изредка заходящим видом с территории соседней Хакасии. Сибирская кабарга — тоже заходящий вид, однако отдельные особи (не более 10) постоянно живут на территории заповедника. Занесена в Красную книгу Кемеровской области (I категория).
Таким образом, в пределах «Кузнецкого Алатау» представлен обеднённый комплекс млекопитающих, характерных для Алтае-Саянской горной системы в целом.
Символом заповедника является сибирский северный олень (Rangifer tarandus sibiricus) — уникальное животное, сохранившееся на территории заповедника и горной системы Кузнецкого Алатау с древних времен благодаря ледникам и снежникам. В данный момент животное занесено в Красную книгу РФ (3 категория) и Красную книгу Кемеровской области (2 категория). Примерная численность на 2017 год — 200 особей.

## Роль в рекреационной деятельности
В заповеднике имеется несколько туристических маршрутов, проходящих, в основном, по территории охранной зоны заповедника. Всего есть 3 вида маршрутов.
Пешеходные маршруты:
1. Пешеходный маршрут «Загадки горы Соловей». Назначение маршрута: рекреационное, эколого-просветительское, познавательное;
2. Пешеходный маршрут «К Чёрному Ворону». Назначение маршрута: рекреационное, эколого-просветительское, познавательное.

Сплавные маршруты:
1. Сплав-экскурсия по реке Кия;
2. Сплав-экскурсия по реке Уса;
3. Сплав-экскурсия по реке Тайдон;

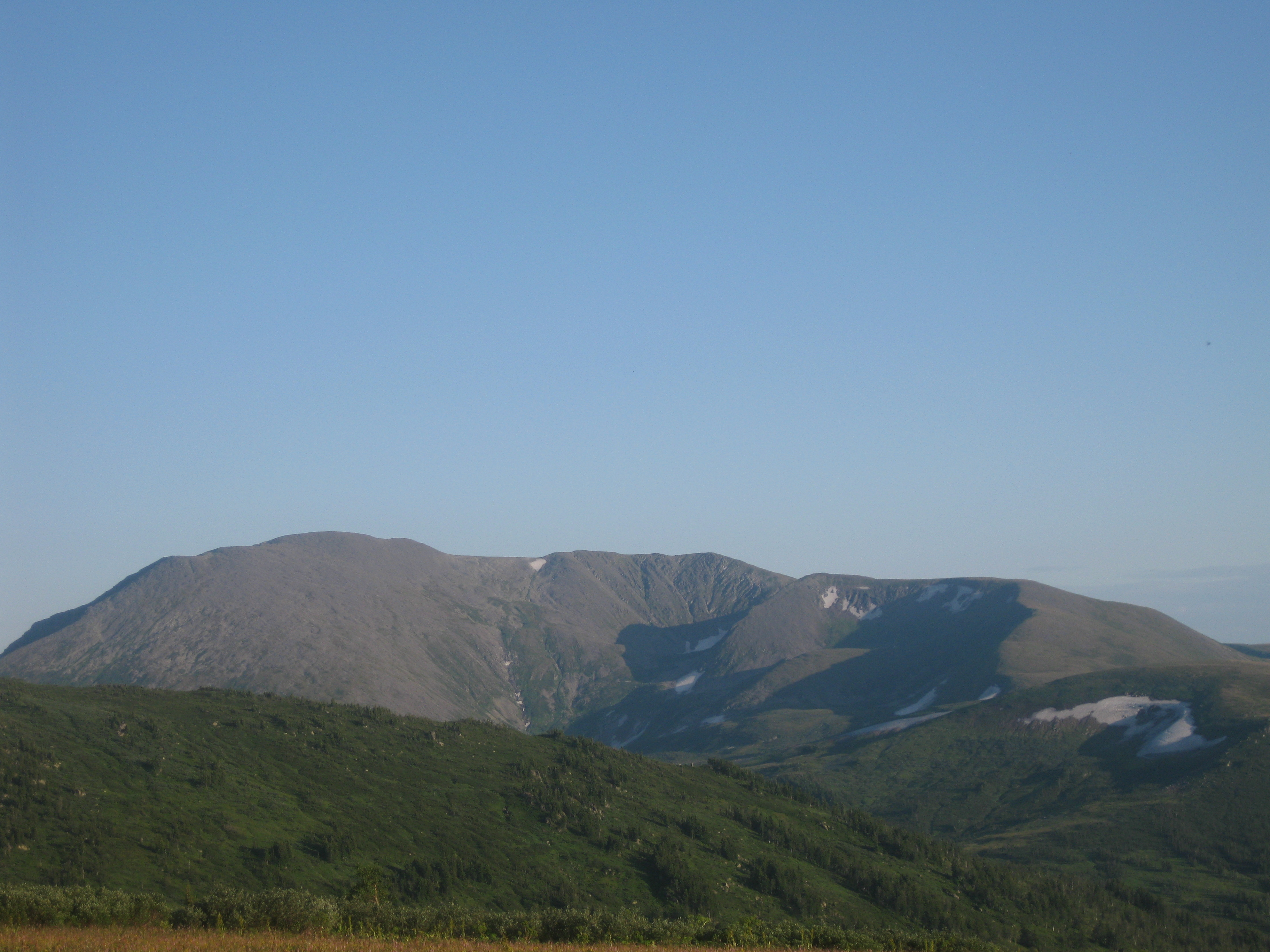
Гора Большой Каным, высшая точка заповедника (1872 метр)

4. Сплав-экскурсия по реке Верхняя Терсь.

Снегоходные маршруты:
1. Снегоходный маршрут «Таскыл-Тур». Назначение маршрута: рекреационное, спортивное, познавательное, эколого-просветительское;
2. Снегоходный маршрут «Заповедные дали». Назначение маршрута: рекреационное, спортивное, познавательное, эколого-просветительское;
3. Снегоходный маршрут «Зимнее сафари». Назначение маршрута: рекреационное, спортивное, познавательное, эколого-просветительское.

## Экологический центр заповедника «Кузнецкий Алатау»

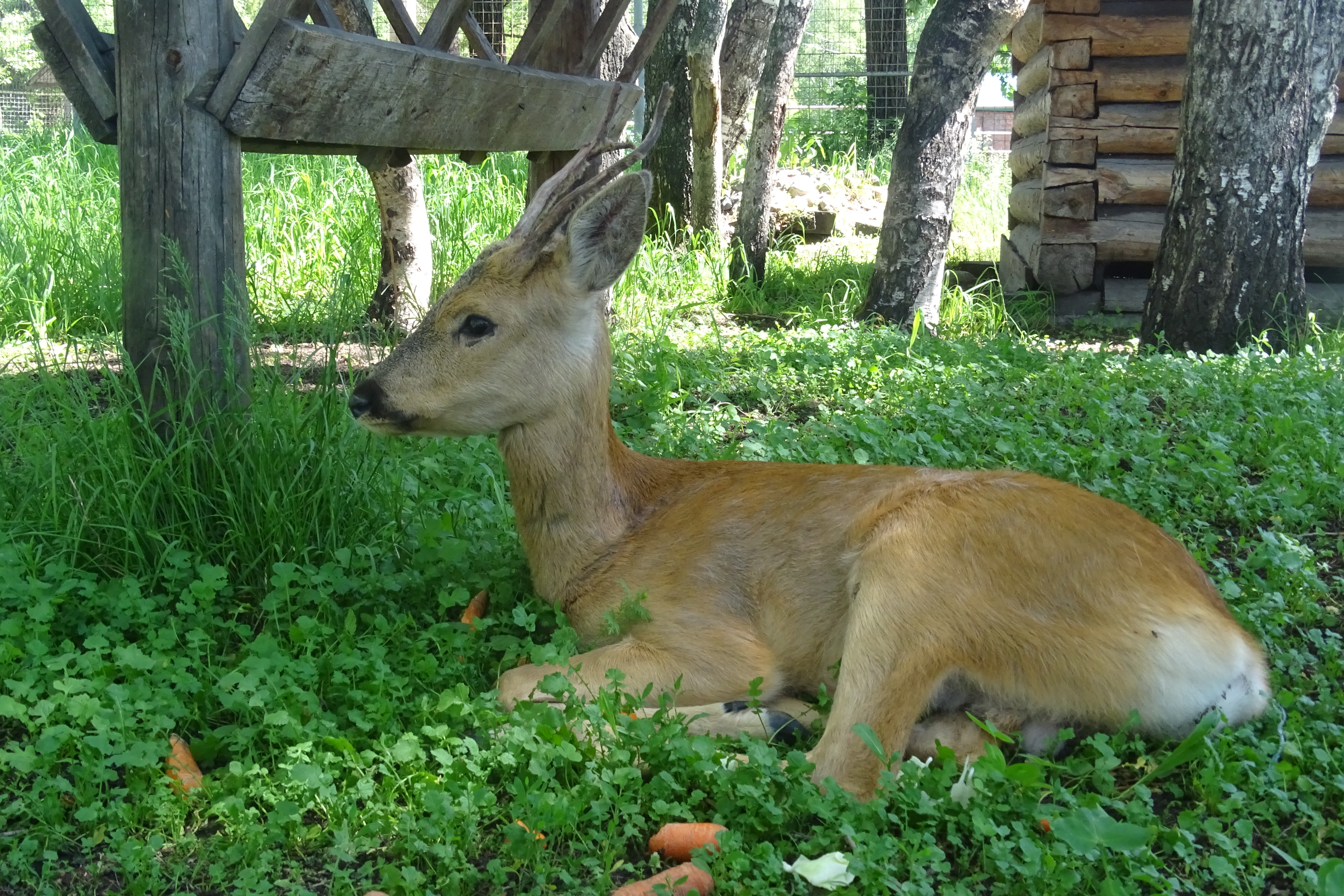
Косуля Рыжик в экоцентре заповедника «Кузнецкий Алатау»

Огромный вклад в развитие рекреационной и эколого-просветительской деятельности вносит экологический центр заповедника, расположенный между городами Мыски и Междуреченск. Здесь имеется в наличии вольерный комплекс, Музей природы, действует конный прокат. С 2015 года работает Центр реабилитации диких птиц «Крылья», организованный совместно с благотворительным фондом «Красивые дети в красивом мире».
Вольерный комплекс состоит из нескольких просторных вольеров, в которых на декабрь 2017 года содержатся:
1. 2 Сибирских благородных оленя (марала);
2. 2 Сибирских косули;
3. Стадо кабанов;
4. Кролики;
5. Обыкновенная лисица;
6. Лоси;
7. Белка-телеутка;
8. Американская норка.

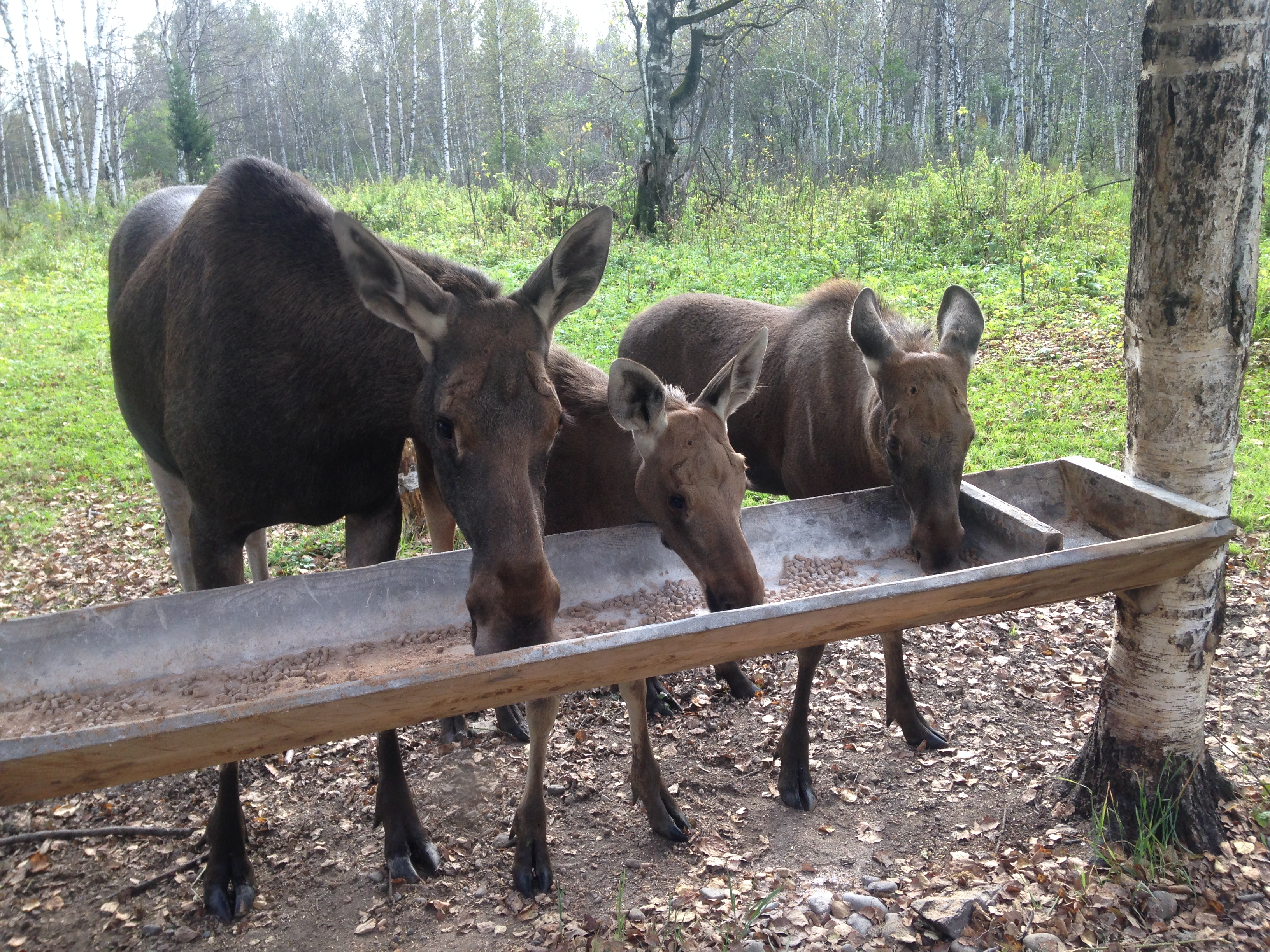
Лосиха Жужа и её потомство в экоцентре заповедника «Кузнецкий Алатау»

Большая часть животных попала в экоцентр ранеными и в истощённом состоянии.
Центр реабилитации «Крылья» создан по причине огромного количества пострадавших пернатых, которые местные жители приносили в экоцентр ранее. Особенно усложняется ситуация зимой, когда в лесах резко уменьшается кормовая база и птицы перебираются в поисках пищи ближе к человеческим жилью. Основные виды повреждений — переломы крыльев, травмы лап. После успешного прохождения реабилитации птицы отпускаются на волю.

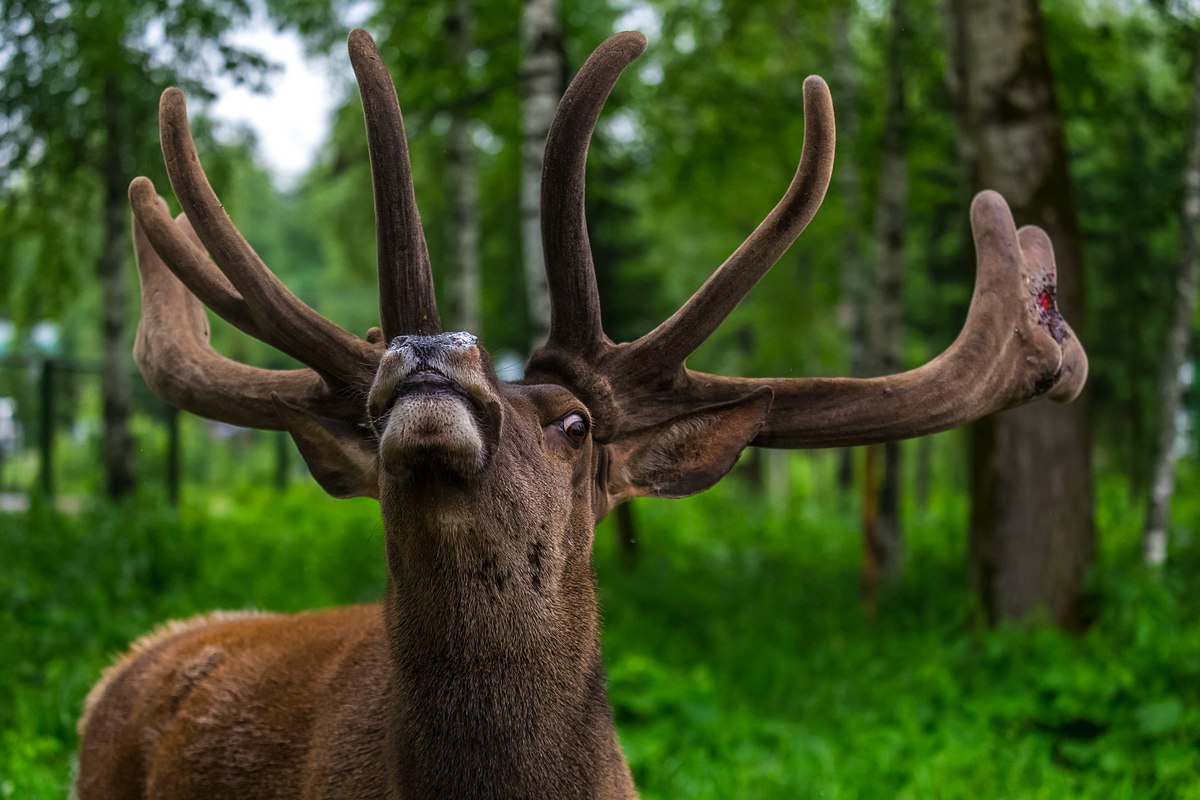
Марал Малыш в экоцентре заповедника «Кузнецкий Алатау»

Центр состоит из пруда для водоплавающих и вольеров (как зимнего, так и летних). На данный момент в Центре содержатся:
1. Лебедь-кликун;
2. Стайка уток;
3. 6 чёрных коршунов;
4. Канюк;
5. 2 сокола-сапсана;
6. 2 обыкновенных пустельги.

За время работы Центра в природу удалось вернуть несколько десятков птиц.
В Музее природы представлены экспозиции и материалы, касающиеся заповедника «Кузнецкий Алатау» и заповедной системы страны в целом. Также работает выставка фоторабот "Тропой «Кузнецкого Алатау».
Кроме того, в экоцентре работает конный прокат. Есть возможность аренды беседок, мангалов. Экологический центр заповедника является популярным местом отдыха населения Новокузнецка, Мысков и Междуреченска и других городов Кемеровской области. Здесь проводятся многочисленные эколого-просветительские экскурсии, устраиваются различные экологические мероприятия и праздники. В среднем за год экоцентр посещают около 20 тысяч человек.

## Достопримечательности

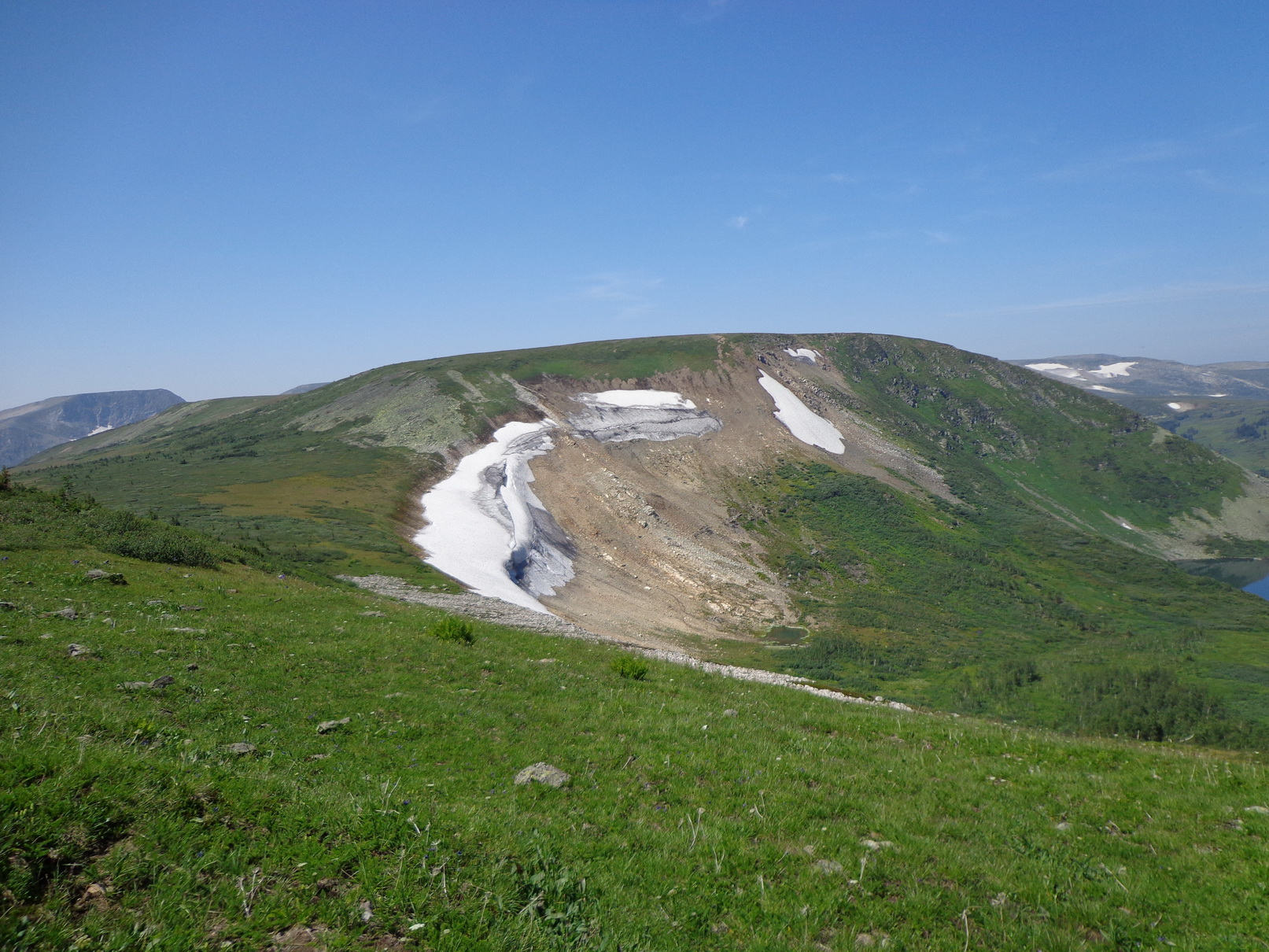
Черно-Июсский ледник в заповеднике «Кузнецкий Алатау»

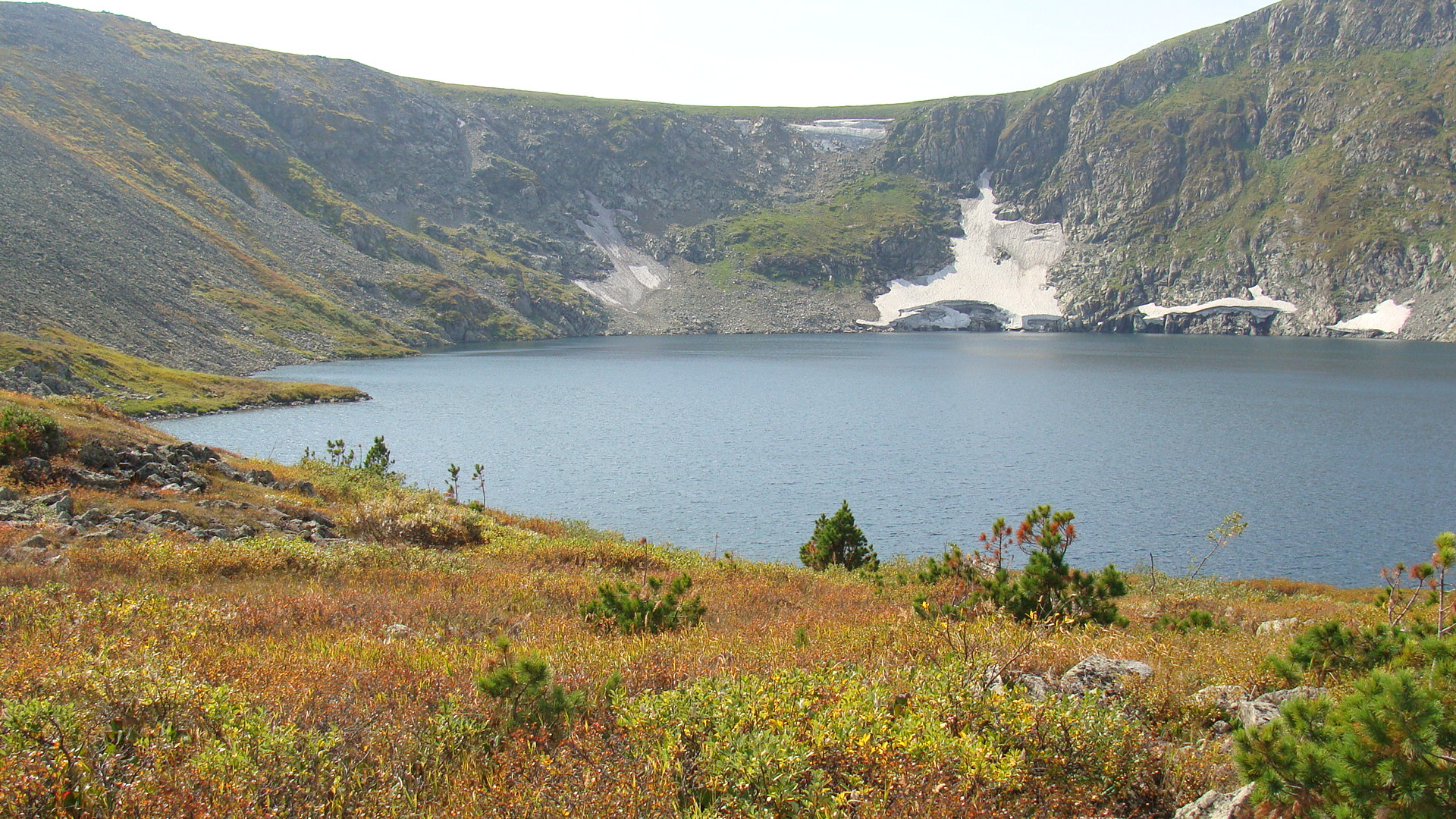
Глубочайшее озеро Кемеровской области — Среднетерсинское (глубина не менее 60 метров).

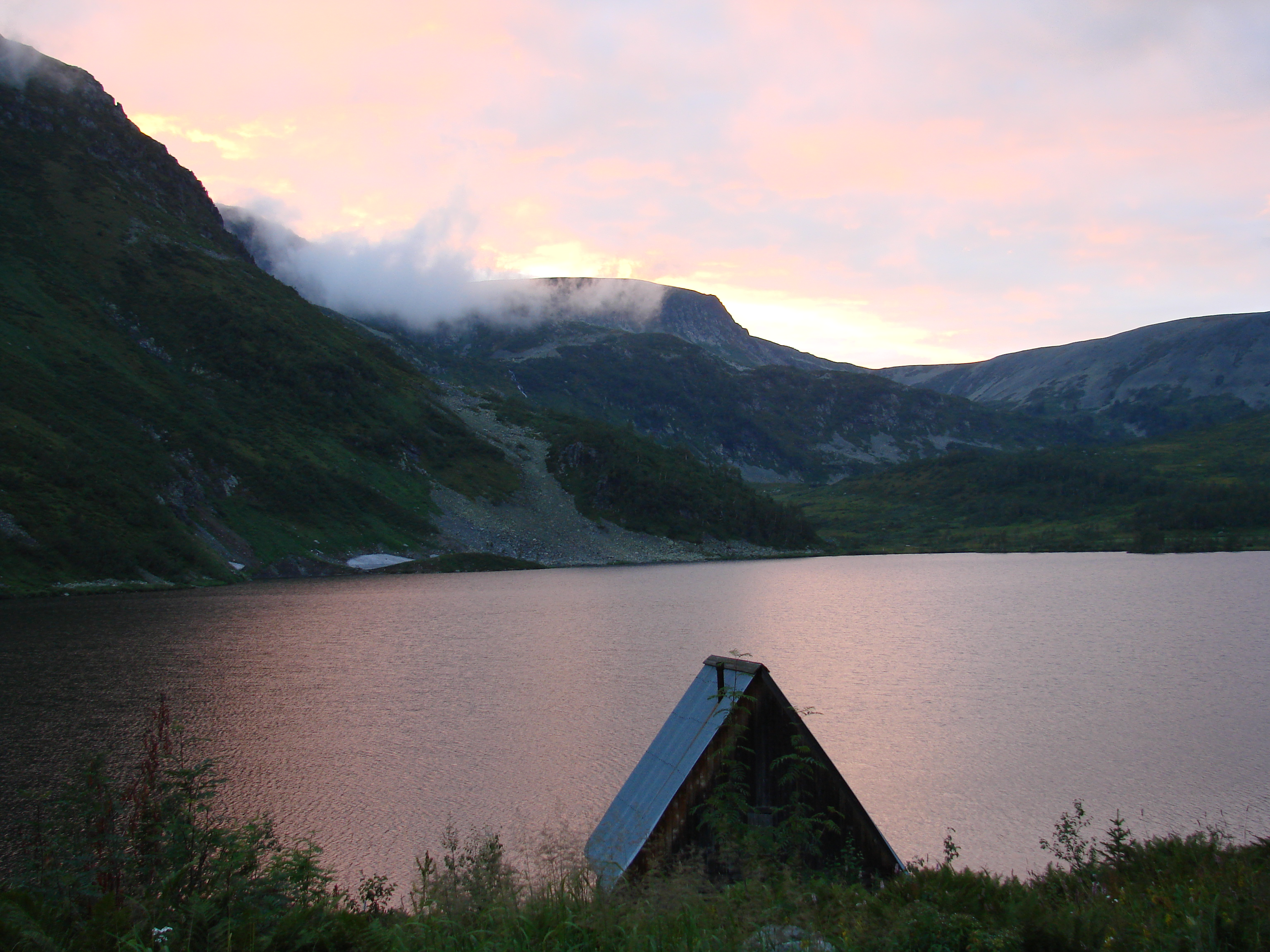
Крупнейшее горно-ледниковое озеро Кемеровской области — Рыбное и один из кордонов заповедника.

На территории заповедника расположено множество уникальных объектов:
1. ЛЕДНИКИ Уникальным в Кузнецком Алатау для внутриматериковых областей северного полушария является существование малых форм ледников на необычно низких абсолютных высотах — 1200—1500 м н.у.м. Ни в одном из внутриконтинентальных районов северного полушария в аналогичных широтах ледники не обнаружены. На территории заповедника 32 ледника общей площадью 6,79 км². Из них самый крупный в Кемеровской области — Ледник участников экспедиции площадью 0,3 км². Расположен в окрестностях горы Средний Каным.
2. ОЗЕРО СРЕДНЕТЕРСИНСКОЕ Самое глубокое озеро Кузбасса. Его глубина составляет более 60 метров. Озеро карстового происхождения. Из озера берёт начало река Средняя Терсь.
3. ОЗЕРО РЫБНОЕ Самое большое горно-ледниковое озеро Кемеровской области, его длина — 1000 м, ширина — 500 метров. Из этого озера берет свое начало река Верхняя Терсь, одна из красивейших рек заповедника. В озере постоянно обитает озерная форма хариуса.
4. ГОРА БОЛЬШОЙ КАНЫМ, ВЫСОТА 1872 М Н. У. М. Остаток наиболее древнего рельефа хребта Кузнецкий Алатау. Самая высокая гора в заповеднике.
5. ГОРА ЧЕМОДАН, ВЫСОТА 1357 М Н. У. М. У подножия находится верховое моховое болото, на склонах встречаются заросли родиолы розовой и левзеи софлоровидной, здесь находятся летние станции северного оленя, косули, марала. Гнездятся редкие виды птиц — сапсан, балобан.
6. КРЕСТОВСКИЕ БОЛОТА Расположены у подножия горы Пестрая (1347 м н.у.м.) Верховые болота с типичной растительностью. Во время весенне-осенних миграций здесь концентрируются копытные.
7. СТАНОВЫЙ ХРЕБЕТ, НАИВЫСШАЯ ТОЧКА — 1445 М Н. У. М. Здесь ярко выражена вертикальная зональность растительных сообществ. Украшением горных ландшафтов являются многочисленные каровые озера. Постоянные места обитания марала и косули.
8. БАССЕЙН РЕКИ РАСТАЙ Отмечен чёрный аист (возможно гнездование), в верховьях есть бобровые поселения. В летний период наблюдается большое скопление копытных.
9. ГОРА ОТКРЫТАЯ, ВЫСОТА — 1402 М Н. У. М. Многочисленны каровые озера. Летние стации марала. Из редких видов отмечены сапсан, северный олень, по долинам ручьев произрастает левзея сафлоровидная. Впервые для Кузнецкого Алатау здесь найден очиток гибридный. Данное природное сообщество — одно из уникальных и неповторимых для природы Кузбасса.
10. ГОРА ЗЕЛЕНАЯ, ВЫСОТА — 910 М Н. У. М. Многочисленны каровые озера. Отмечены бабочки, занесенные в Красную Книгу России — парусники аполлон и махаон, а также очень быстро сокращающие свою численность в Кузбассе — дневной павлиний глаз, лимонница. Произрастает множество редких и эндемичных видов растений.
11. РУЧЕЙ БЕЗЫМЯННЫЙ (ПРАВЫЙ ПРИТОК Р. КИЯ) В долине ручья произрастают редкие и исчезающие виды растений: лилия кудреватая, пион уклоняющийся, левзея сафлоровидная, изредка встречается родиола розовая, кандык сибирский и другие первоцветы.
12. ХРЕБЕТ БАРХАТНЫЙ Покрыт кедровыми борами вперемешку с пихтачем. Здесь в изобилии встречаются представители из семейства орхидных, отмечены большие поляны с башмачками настоящим и крупноцветниковым, заросли левзеи сафлоровидной и горца змеиного. Отмечено гнездование сокола сапсана.
13. ГОРА МЕДВЕЖЬЯ Летние стации северного оленя, марала. Произрастает родиола розовая, другие редкие растения.
14. ХРЕБЕТ ТЫДЫН Представлены болотистые массивы как великолепные источники пресной воды. Район сезонных миграций копытных.

## Руководство
Директор — Алексей Андреевич Васильченко.